# Paduniella ankya
Paduniella ankya är en nattsländeart som beskrevs av Martin E. Mosely 1939. Paduniella ankya ingår i släktet Paduniella och familjen tunnelnattsländor. Inga underarter finns listade i Catalogue of Life.